# Soviet dell'Unione
Il Soviet dell'Unione (in russo Совет Союза?, Sovet Sojuza) era, con il Soviet delle Nazionalità, una delle due camere in cui era suddiviso il Soviet Supremo dell'URSS.
A differenza del Soviet delle Nazionalità, il Soviet dell'Unione rappresentava tutti i lavoratori dell'URSS, indipendentemente dalla loro nazionalità.

## Storia
Il Soviet dell'Unione e il Soviet delle Nazionalità furono istituiti come camere del Soviet Supremo dell'URSS dalla Costituzione sovietica del 1936 e si insediarono nel gennaio 1938. Tale strutturazione bicamerale riprendeva quella del Comitato esecutivo centrale, che aveva svolto fino al 1938 le funzioni di organo superiore del potere statale negli intervalli tra le sessioni del Congresso dei Soviet dell'URSS.
Se fino al 1938 le camere erano però elette dal Congresso dei Soviet, dopo la nascita del Soviet Supremo esse venivano elette a suffragio universale. Con l'istituzione del Congresso dei deputati del popolo (1989) il Soviet Supremo ne divenne espressione, tornando a venire eletto in modalità indiretta.

## Sistema elettorale e struttura
Fino al 1989 i deputati del Soviet dell'Unione venivano eletti per legislature quadriennali a suffragio universale, uguale e diretto e a scrutinio segreto, nella proporzione di uno ogni 300 000 abitanti. L'elettore di ciascuna delle circoscrizioni previste per le due camere era chiamato ad esprimere un voto favorevole o contrario a un candidato precedentemente selezionato in apposite assemblee preelettorali tra quelli proposti da tutte le organizzazioni territoriali.
Le due camere così formate godevano di uguali diritti e le leggi si consideravano approvate se votate da entrambe. In caso di disaccordo si formava una commissione di conciliazione, e in caso di ulteriore disaccordo le camere riesaminavano il testo, fino all'eventuale scioglimento anticipato della legislatura da parte del Presidium del Soviet Supremo.
Il Soviet dell'Unione eleggeva un Presidente, che dirigeva le riunioni della Camera, quattro vicepresidenti e sedici commissioni permanenti:
- mandati;
- proposte legislative;
- pianificazione del bilancio;
- affari esteri;
- affari giovanili;
- industria;
- trasporti e comunicazioni;
- costruzione e industria dei materiali da costruzione;
- agricoltura;
- merci;
- istruzione pubblica;
- sanità e sicurezza sociale;
- scienza e cultura;
- commercio;
- servizi per il cittadino e economia municipale;
- ambiente.